# (300201) 2006 WG101
(300201) 2006 WG101 es un asteroide perteneciente al cinturón de asteroides, región del sistema solar que se encuentra entre las órbitas de Marte y Júpiter, más concretamente a la familia de Eos, descubierto el 19 de noviembre de 2006 por el equipo del Lincoln Near-Earth Asteroid Research desde el Laboratorio Lincoln, Socorro, Nuevo México, Estados Unidos.

## Designación y nombre
Designado provisionalmente como 2006 WG101. 

## Características orbitales
2006 WG101 está situado a una distancia media del Sol de 3,010 ua, pudiendo alejarse hasta 3,410 ua y acercarse hasta 2,609 ua. Su excentricidad es 0,132 y la inclinación orbital 9,467 grados. Emplea 1907,58 días en completar una órbita alrededor del Sol.

## Características físicas
La magnitud absoluta de 2006 WG101 es 16. 